# Pililla
Pililla est une municipalité de la province de Rizal, aux Philippines.